# Chaj Žuej
Chaj Žuej (čínsky pchin-jinem Hǎi Ruì, znaky 海瑞; 23. ledna 1514 – 13. listopadu 1587) byl čínský učenec a úředník působící v pozdněmingském období, za vlády císařů Ťia-ťinga a Wan-liho. V následujících staletích se stal vzorem čestného a přímého úředníka. V 60. letech 20. století mělo drama založené na epizodě z jeho života, Chaj Žuej sesazen z úřadu, významnou roli v politické diskuzi v počátcích čínské kulturní revoluce.

## Jména
Chaj Žuej používal zdvořilostní jména Žu-sien (čínsky pchin-jinem Rǔxián, znaky tradiční 汝贤) a Kuo-kchaj (čínsky pchin-jinem Guókāi, znaky tradiční 國開) a pseudonym Kang-feng (čínsky pchin-jinem Gāngfēng, znaky tradiční 剛峰).

## Život

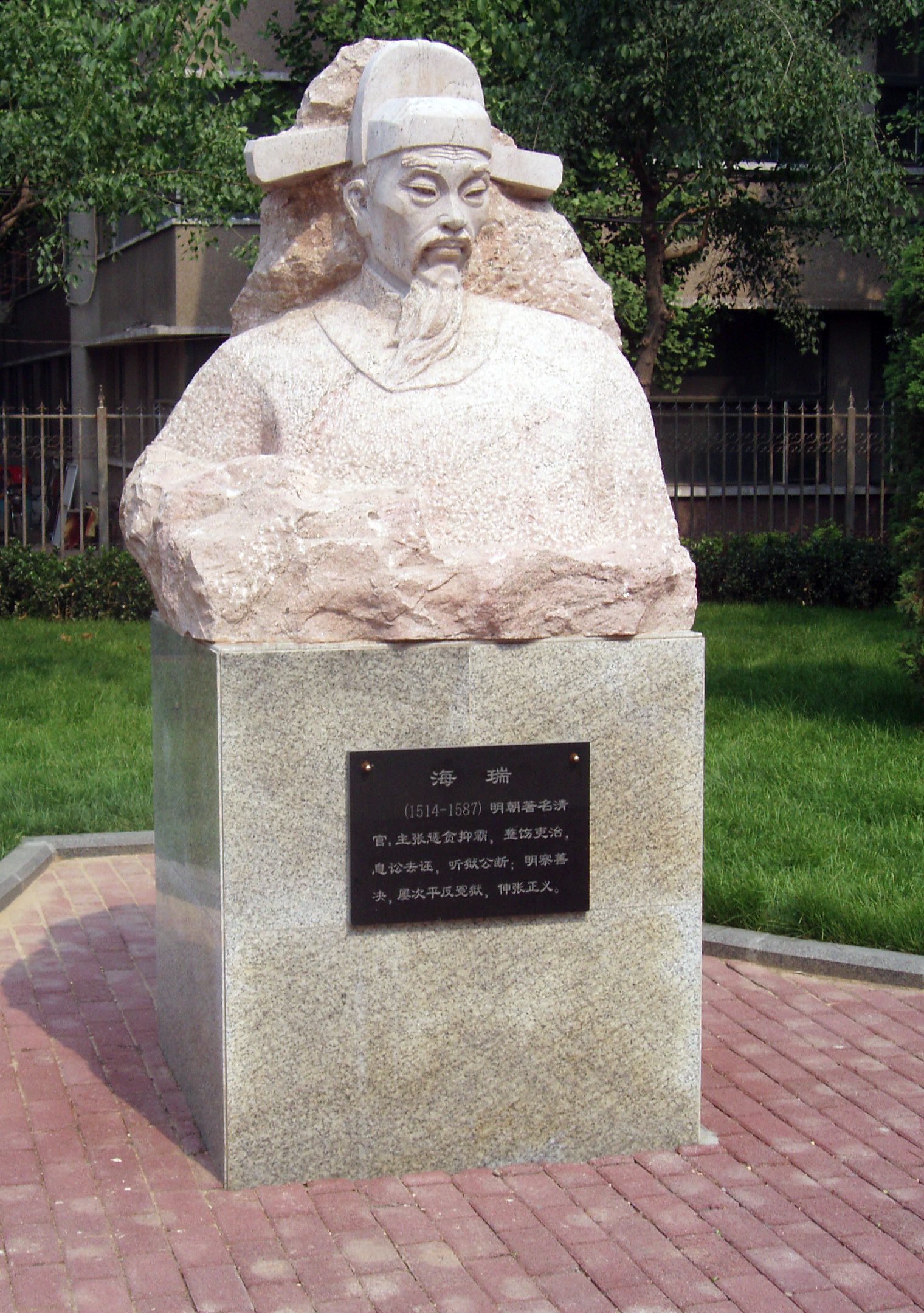
Socha Chaj Žueje

Chaj Žuej pocházel z Čchiung-šanu na jihočínském ostrově Chaj-nan, narodil se 23. ledna 1513. Vychovávala ho matka, protože jeho otec zemřel, když mu byly tři roky. Jeho předkové v mužské linii pocházeli z muslimské rodiny z Kantonu, matka byla z chuejské rodiny původně přišlé z Indie. Chaj Žuej nicméně byl pravověrným konfuciánem a ve svých dílech nikdy islám nezmiňoval.
V úřednických zkouškách dosáhl jen umírněného úspěchu, když složil provinční zkoušky, nikoliv však metropolitní. Jeho úřednická kariéra proto mohla začít až roku 1553, kdy obdržel skromnou pozici vedoucího konfuciánské školy v Nan-pchingu v provincii Fu-ťien. Rychle si získal pověst člověka přímého, striktně dodržujícího zásady konfuciánské morálky, čestného a střídmého, což mu získalo nemalý obdiv, ale i nepřátele. Časem povýšil, sloužil v provincii Če-ťiang jako okresní přednosta v Čchun-anu a pak jako zástupce prefekta Ťia-singu. Odtud byl přeložen na nižší místo prefekturního soudce v Sing-kuo v provincii Ťiang-si a pak přeložen do Pekingu na místo tajemníka na ministerstvu daní. Roku 1565 podal císaři Ťia-ťingovi memorandum, v němž ostře kritizoval jeho chování a politiku, vytkl mu, že selhal jako císař i jako otec, což dle Chaj Žueje přineslo neštěstí celé říši. Ťia-ťing roku 1566 reagoval rozsudkem smrti, než však mohl být Chaj Žuej popraven, císař zemřel a Chaj Žuej byl omilostněn (stejně jako všichni úředníci postižení za vlády Ťia-ťinga).
Za vlády nového panovníka, Lung-čchinga, se vrátil do úřadu, a vystřídal několik funkcí (tajemník na ministerstvu daní, pak působil na ministerstvu vojenství, úřadu pečetí, velkém soudním dvoře, nankingském a pekingském úřadu pro hlášení), až byl roku 1569 jmenován koordinátorem sün-fu v jižní metropolitní oblasti, ve svěřeném regionu organizoval budování vodních staveb, prosazoval reformu jediného prutu, ale roku 1570 byl po půlroce ve funkci donucen k rezignaci poté, co byly vzneseny stížnosti na jeho radikální přístup k řešení problému koncentrace půdy v rukách velkostatkářů, požadoval totiž konfiskaci části velkostatkářské půdy (včetně půdy tak vlivných a mocných osob, jako byl bývalý první velký sekretář Sü Ťie) a její rozdělení chudým. Následujících patnáct let žil doma na Chaj-nanu, až roku 1585 byl císařem Wan-lim povolán zpět do služby na místo vedoucího kontrolního úřadu v Nankingu, ale už následujícího roku zemřel.

## Památka
Roku 1959 se spisovatel a historik Wu Chan začal zajímat o Chaj Žueje a napsal několik článků o něm a jeho nebojácné kritice císaře; o Chaj Žuejovi napsal též divadelní hru „Chaj Žuej sesazen z úřadu“ dokončenou roku 1961. Wuovu hru však šanghajský novinář Jao Wen-jüan v listopadu 1965 interpretoval jako alegorii soudobého politického dění, když měl zkorumpovaný císař Ťia-ťing zosobňovat předsedu Komunistické strany Číny Mao Ce-tunga a Chaj Žuej maršála a člena politbyra Pcheng Te-chuaje, sesazeného roku 1959 kvůli jeho kritice Mao Ce-tungovy politiky Velkého skoku. Článek byl začátkem kampaně zaměřené proti Wuovi, záhy však rozšířené na pravé křídlo komunistických politiků a stal se tak počátkem takzvané „kulturní revoluce“. Během kulturní revoluce byla mimo jiné i zničena hrobka Chaj Žueje. Jaova kampaň vedla k perzekuci a následně smrti Wu Chana i dalších autorů připomínajících ve svých dílech Chaj Žueje, jako Čou Sin-fanga za jeho operu Chaj Žuej podává memorandum (海瑞上疏).